# Happy Together (película de 1997)
Happy Together (en chino, 春光乍洩; pinyin, Chūnguāng Zhàxiè, o conocido en español Felices Juntos) es una película hongkonesa dirigida por Wong Kar-wai y estrenada el 30 de mayo de 1997. Fue protagonizada por Leslie Cheung, Tony Leung y Chang Chen. El título, Happy Together, proviene de una canción homónima del grupo estadounidense The Turtles, cuya versión en la película fue interpretada por Danny Chung.
El filme recibió críticas generalmente positivas y fue proyectado en varios festivales de cine; fue nominada para la Palma de Oro en el Festival de Cannes, mientras que Wong ganó el premio al mejor director en el mismo festival. Las localizaciones principales tuvieron lugar en Buenos Aires (Argentina) y Taipéi (Taiwán).

## Argumento
Ho Po-wing (Leslie Cheung) y Lai Yiu-fai (Tony Leung) son una pareja gay originaria de Hong Kong que mantienen una relación tormentosa y abusiva, con un largo historial de rupturas y reconciliaciones. Deciden viajar a Argentina para visitar las Cataratas del Iguazú, en un intento de mejorar su relación. Una vez en Argentina, tras otra de sus frecuentes discusiones, ambos deciden separarse y Lai Yiu-fai comienza a trabajar de portero en Bar Sur, un bar nocturno de tango. Al poco tiempo, Ho Po-wing reaparece después de recibir una dura paliza; todo parece indicar que se ha dedicado a la prostitución. Yiu-fai lo acoge en su minúscula habitación alquilada e intentan retomar una relación, que pronto se verá nuevamente alterada por constantes suspicacias, celos y peleas violentas. 
Mientras tanto, Yiu-fai, quien ahora trabaja de cocinero en un restaurante oriental, ha trabado amistad con Chang (Chang Chen), un joven compañero de trabajo taiwanés. Chang es heterosexual, pero sus sentimientos hacia Yiu-fai parecen ambiguos, y su personalidad, amable y cariñosa, supone para Yiu-fai un contrapunto a su cada vez más difícil relación con Po-wing. Tras una gran discusión, a causa de la negativa de Yiu-fai a devolver a Po-wing su pasaporte, la pareja vuelve a separarse. Poco tiempo después, Chang decide volver a Taiwán con su familia. Yiu-fai finalmente viaja a las Cataratas del Iguazú, solo, y luego regresa a Hong Kong después de hacer escala en Taipéi, en un intento de encontrar a Chang. Casualmente, acaba cenando en el puesto de comidas de la familia de Chang, aunque él no está allí, tras lo cual vuelve a su ciudad deseando volver a verle algún día.

## Reparto
- Leslie Cheung como Ho Po-wing
- Tony Leung como Lai Yiu-fai
- Chang Chen como Chang
- Gregory Dayton como Amante

## Premios y nominaciones
| Premio                                | Categoría                                                | Recipiente                   | Resultado |
| ------------------------------------- | -------------------------------------------------------- | ---------------------------- | --------- |
| Festival de Cannes                    | Mejor director                                           | Wong Kar-wai                 | Ganador   |
| Festival de Cannes                    | Palma de Oro                                             | Happy Together               | Nominado  |
| Arizona International Film Festival   | Premio de la audiencia – Película extranjera más popular | Happy Together               | Ganadora  |
| Golden Horse Awards                   | Mejor director                                           | Wong Kar-wai                 | Nominado  |
| Golden Horse Awards                   | Mejor actor                                              | Leslie Cheung                | Nominado  |
| Golden Horse Awards                   | Mejor cinematografía                                     | Christopher Doyle            | Ganador   |
| Hong Kong Film Award                  | Mejor película                                           | Happy Together               | Nominada  |
| Hong Kong Film Award                  | Mejor director                                           | Wong Kar-wai                 | Nominado  |
| Hong Kong Film Award                  | Mejor actor                                              | Tony Leung                   | Ganador   |
| Hong Kong Film Award                  | Mejor actor                                              | Leslie Cheung                | Nominado  |
| Hong Kong Film Award                  | Mejor actor de reparto                                   | Chang Chen                   | Nominado  |
| Hong Kong Film Award                  | Best Art Direction                                       | William Chang                | Nominado  |
| Hong Kong Film Award                  | Mejor cinematografía                                     | Christopher Doyle            | Nominado  |
| Hong Kong Film Award                  | Mejor vestuario y maquillaje                             | William Chang                | Nominado  |
| Hong Kong Film Award                  | Mejor edición                                            | William Chang, Wong Ming-lam | Nominado  |
| Hong Kong Film Critics Society Awards | Película de mérito                                       | Happy Together               | Ganador   |
| Premios Independent Spirit            | Mejor película extranjera                                | Happy Together               | Nominada  |